# Аль-Мунейдра
Аль-Мунейдра (англ. al-Munaydhrah, араб. المنيذرة) — поселення в Сирії, що складає невеличку друзьку общину в нохії Сальхад, яка входить до складу однойменної мінтаки Сальхад в південній сирійській мухафазі Ас-Сувейда.